# Pichanal
Pichanal ist eine Stadt im Departamento Orán in der Provinz Salta im nordwestlichen Argentinien. Sie ist mit 18.773 Einwohnern (2001, INDEC) die viertgrößte Stadt der Provinz.

## Lage
Pichanal liegt am Ufer des Río Colorado, wenige Kilometer westlich seiner Mündung in den Río Bermejo.
Mit mehreren nahegelegenen Städten im Tal des Río Bermejo bildet Pichanal einen Ballungsraum mit insgesamt etwa 130.000 Einwohnern. Die größten dieser Orte sind San Ramón de la Nueva Orán (74.000 Einwohner), Embarcación (24.000 Einwohner), und Hipólito Yrigoyen (11.000 Einwohner).

## Geschichte
Im neunzehnten Jahrhundert war Pichanal ein kleines Dorf. Mit dem Anschluss an das Eisenbahnnetz am 4. Januar 1911 begann sein wirtschaftlicher Aufschwung.